# Ceará (1868)
Ceará - п'ятий річковий монітор типу «Пара», побудований для ВМС Бразилії під час Війни Потрійного альянсу.

## Історія служби
Ceará був закладений в Арсеналі де Марінья да Корте в Ріо-де-Жанейро 8 грудня 1866 року під час Парагвайської війни, в якій Аргентина та Бразилія стали союзниками проти Парагваю. Він був спущений на воду 22 березня 1868 року, введений в експлуатацію наступного місяця. Монітор прибув до Парагваю в травні 1868 року. 31 серпня корабель обстріляв позиції противника на річці Тебікуарі, щоб забезпечити прикриття військ, які здійснювали наступ. 18 квітня 1869 року корабель знищив парагвайські укріплення на річці Мандувіра. 29 квітня Сеара разом із однотипними кораблями Piauí та «Санта Катаріна» прорвали парагвайські загородження в Гуарайо і відігнали їх захисників. Після війни входив до складу флотилії Мато-Гроссо. Монітор утилізували в 1884 році.